# 驚嚇陰屍路 (第六季)
第六季（英語：Fear the Walking Dead Season 6）從2020年10月11日起在美國AMC頻道首播，由羅伯特·柯克曼和戴夫·埃利克森共同開發，並作為柯克曼創作的知名電視劇集《陰屍路》的外傳和首部衍生劇集。第六季繼續由前兩季的安德魯·查布里斯和伊恩·高德堡擔任節目統籌，跟前季一樣共有16集。
第六季延續上一季結尾，講述負傷生死不明的摩根·瓊斯的生存過程，而其餘人集體分開送至由維吉妮雅帶領的強大軍團「先驅」（Pioneers）的各個分部。此季同時會包含多個時間跳躍，分別講述每個人如何生存並找回彼此。此季同時為本劇三度跟《陰屍路》進行連動，這次是由克莉絲汀·伊凡吉莉絲塔飾演的雪莉（Sherry）加盟本劇，其最後出現在《陰屍路》第七季。

## 演員

### 主要演員
- 蘭尼·詹姆斯 飾演 摩根·瓊斯（英语：Morgan Jones (The Walking Dead)）：一位靠助人來洗滌心靈的倖存者，善用合氣道棍術，盡自己所能帶領隊伍突破重圍，但還是沒能阻止隊伍被敵人拆散的局面，自己同時落下重傷而生死未卜。
- 艾莉西亞·戴南-卡瑞 飾演 艾莉西亞·克拉克（英语：Alicia Clark）：一名勇猛頑強、富有同情的少女，母親和哥哥相繼去世後成為家裡唯一倖存者，走出陰霾後只能靠四處救人來尋找慰藉。
- 瑪姬·格蕾斯 飾演 艾西雅·「艾兒」·謝夫切克-波考基（Althea "Al" Szewczyk-Przygocki）：波蘭裔美國人，足智多謀的戰地記者，隨時隨地拿著攝影機，凡事追求真相，駕駛著一輛SWAT大型裝甲車（英语：MRAP）。
- 科曼·多明戈（英语：Colman Domingo） 飾演 維克多·史特蘭（英语：Victor Strand (character)）：一名背景不單純的前富商，起初幫艾莉西亞一家人離開洛杉磯，永遠重視自身利益，即使一直在努力改變，但絕大多數時間仍會見風轉舵。
- 達娜·加史亞（英语：Danay García） 飾演 露西亞娜·「露西」·蓋維茲（Luciana "Lucy" Galvez）：一名來自墨西哥蒂華納的一座淪陷社區的倖存者，非常獨立堅強、是艾莉西亞的已故哥哥尼克的前女友。
- 葛瑞特·迪拉杭特 飾演 約翰·多利（John Dorie）：一名獨居野外的前警察，其父同樣身為警察，隨身帶著兩把左輪手槍。愛找樂子，待任何人都十分和善，嘴巴喜歡說個不停。
- 奧斯汀·埃米利歐（英语：Austin Amelio） 飾演 德懷特（英语：Dwight (The Walking Dead)）：一名遭過家園放逐的流亡者，為了尋找失散的妻子，跟隨其足跡來到南部。是摩根在維吉尼亞州的舊識，偶然重逢後一起生存。
- 亞莉莎·內桑森（英语：Alexa Nisenson） 飾演 查莉（Charlie）：摩根隊伍中的一位小女孩，起初身為敵人間諜，間接害死過艾莉西亞的家人，但良心未泯的她最終棄暗投明，靠長時間彌補來得到救贖。
- 凱倫·大衛（英语：Karen David） 飾演 葛蕾絲·穆克吉（Grace Mukherjee）：前核電站運營長，獨自生存過程中意外結識摩根一行人，加入其行列時身體持續虛弱，直到後來被證實是因懷孕而營養不良所致。
- 茉·科林斯（英语：Mo Collins） 飾演 莎拉·雷比諾維茲（Sarah Rabinowitz）：一位來自密西西比州的倖存者，前美國海軍陸戰隊士兵，追尋一系列補給盒得以認識摩根，慢慢成為一份子。
- 科比·霍曼（Colby Hollman）飾演 韋斯（Wes）：一位獨自在外生存的年輕作家，喜愛塗鴉繪畫，跟哥哥失散後靠沿路放置的錄像帶而結識摩根一行人。
- 柔伊·科萊蒂（英语：Zoe Colletti） 飾演 達科塔（Dakota）：維吉妮雅的“妹妹”，居於先驅的她並不支持姐姐的作風，藉由摩根一行人想辦法逃離姐姐的控制，然而表面和善的她，卻是一名潛在的心理病态。
- 珍娜·葉夫曼 飾演 瓊·多利（June Dorie）：一位熱心的護士，擅長各種急救手段，認識約翰後開始讓她走出失去女兒的悲傷陰影，不久前剛與約翰完婚。
- 鲁本·布雷茲（英语：Rubén Blades） 飾演 丹尼爾·薩拉查（英语：Daniel Salazar）：美籍薩爾瓦多裔移民，前黑影敢死隊（英语：Sombra Negra）成員，在災情中連續失去妻女，花費很長時間才走出陰影，還跟之前的同伴重逢。
- 克莉絲汀·伊凡吉莉絲塔（英语：Christine Evangelista） 飾演 雪莉（Sherry）：德懷特失散已久的妻子，當初身心受創的她一路逃到南部，迫使丈夫同樣叛離敵人後一路南下尋找她，直到現在才偶然重逢。
- 凱斯·卡拉定 飾演 老約翰·多利（John Dorie Sr.）：約翰的生父，跟妻小疏離四十年的前警察，而無論是災前及災後都在追尋同一名罪人。

### 常設演員
- 蔻碧·米纳菲 飾演 維吉妮雅（Virginia）：強大軍團「先驅」（Pioneers）的女領袖，笑裡藏刀、殺伐果決、控制慾強烈，會對所遇到的任何人提出加入她的管轄或就地處決。
- 布莉姬特·卡莉·卡納萊斯（Brigitte Kali Canales）飾演 瑞秋（Rachel）：艾薩克之妻，懷有一女並隱居在水壩村莊裡，知情摩根的英勇事跡，決定將自己女兒同樣命名「摩根」。
- 霍莉·庫蘭（Holly Curran）飾演 珍妮絲（Janis）：一位女倖存者，所來自的社區被先驅軍團控制，一度逃脫的她被摩根的隊伍營救，但當哥哥湯姆犧牲後，她與剩餘的人被先驅軍團帶回。
- 克雷格·奈（Craig Nigh）飾演 希爾（Hill）：先驅騎兵兼副指揮，維吉妮雅最為信任的左右手，負責監督工程與工人。
- 賈斯汀·史密斯（Justin Smith）飾演 馬庫斯（Marcus）：先驅騎兵之一，傲慢霸道、為所欲為，待人總是一副流氓的態度。
- 彼得·雅各布森 飾演 雅各布·凱斯納（Jacob Kessner）：一名曾長時間獨居教堂的拉比，信仰猶太教以外還十分獨立，認識查莉後加入摩根的行列，目前擔任先驅的牧師。
- 科里·哈特（Cory Hart）飾演 羅利（Rollie）：已故羅根的團隊成員，曾兩度被德懷特饒恕，不久前被先驅放逐，如今與雪莉一行人為伍打算殲滅先驅。
- 戴瑞·米契（英语：Daryl Mitchell (actor)） 飾演 溫德爾（Wendell）：莎拉的繼哥，雙腿殘疾而坐輪椅，但他的身手依然敏捷。
- 約翰·葛洛佛（英语：John Glover (actor)） 飾演 西奧多·「泰迪」·馬多斯（Theodore "Teddy" Maddox）：一名具有號召力的邪教首領，曾是駭人聽聞的連環殺手，隨著災情發生而逍遙法外，帶領信眾燒殺搶掠，意圖消滅地面上所有生命後“從新開始”。
- 尼克·斯塔爾 飾演 傑森·萊利（Jason Riley）：前美國海軍，泰迪的邪教高層幹部兼左右手，負責接待新人並指揮人馬。曾為核潛艇的武器專家，因此為泰迪提供核武計劃。

### 客串演員
- 狄米崔烏斯·葛羅斯（英语：Demetrius Grosse） 飾演 埃米爾·拉魯（Emile LaRoux）：一名善於追蹤的賞金獵人，受僱於維吉妮雅，每當殺死一人會帶走對方的頭，養有一條名叫「魯佛斯」（Rufus）的獵狗。
- 達蒙·卡尼（Damon Carney）飾演 華特（Walter）：前美國海軍，負責遞送一把重要「鑰匙」，旅程期間受襲逃亡時不慎被埃米爾斬首，導致鑰匙落入多數人之手。
- 小麥可·阿伯特（Michael Abbott Jr.）飾演 艾薩克（Isaac）：前先驅騎兵，營救過重傷流亡期間的摩根，因對摩根“有恩”而想方設法讓他重拾信念，而自己同時也時日不多。
- 德溫·泰勒（Devyn Tyler）飾演 諾拉（Nora）：一名上班族，自從災難發生以來帶領一群倖存同事藏於一棟辦工樓中，直到偶然被德懷特和艾西雅營救。
- 席德妮·萊蒙（英语：Sydney Lemmon） 聲演 伊莎貝（Isabelle）：一名來自神秘組織「CRM」的衛兵，原先在核污染地區執行補給任務時邂逅艾西雅，與她有過“一夜情”後分離。
- 安德烈斯·莫納（Andres Munar）飾演 奧斯華（Oswald）：雪莉的同伴，身為被先驅逐出家園的賤民之一，作為領軍者的他不擇手段打算推翻先驅。
- 拉斐爾·斯巴格 飾演 艾德（Ed）：一名隱居森林小屋的剝製師，會盡其所能保護珍愛的一切，但妻小不幸喪生後進入長時間的自我封閉。
- 齊納查·烏切（Chinaza Uche）飾演 德瑞克（Derek）：韋斯的哥哥，數年前跟韋斯失散，乃至成為泰迪的邪教一份子，這次偶然跟調查邪教的弟弟韋斯重逢。
- 薩哈娜·斯林尼瓦桑（Sahana Srinivasan）飾演 雅典娜·穆克吉（Athena Mukherjee）：葛蕾絲的女兒，因母親身上帶有的輻射而不幸淪為死產；但在葛蕾絲的夢境中，她成長為16歲並在家園中備受關愛。
- 塞巴斯蒂安·索茲（Sebastian Sozzi）飾演 科爾（Cole）：艾莉西亞原先在棒球場中的老同伴，死裡逃生後隱居在棒球場附近，直到現今偶然與艾莉西亞重逢，卻也變成匪徒首領。
- 肯尼斯·韋恩·布拉德利（Kenneth Wayne Bradley）和朗達·格里夫斯（英语：Rhoda Griffis） 飾演 道格拉斯和薇薇安（Douglas and Vivian）：曾居住棒球場的夫妻，淪陷當天跟隨科爾死裡逃生後，同樣為了生存不擇手段。
- 歐米德·阿塔西 飾演 霍華 （Howard）：一名獨居辦公樓的前德州大學歷史教授，災後開始收集一系列具有價值的名酒及藝術品來消磨時間，直到偶然跟逃亡中的史特蘭邂逅。

## 集數
| 總集數 | 集數 （季） | 標題                                   | 導演            | 編劇                                          | 首播日期       | 美國收視人數 （百萬） |
| --- | ----------- | -------------------------------------- | --------------- | --------------------------------------------- | -------------- | --------------------- |
| 70 | 1           | 死灰復燃 The End Is the Beginning      | 麥可·E·薩崔斯密 | 安德魯·查布里斯 & 伊恩·高德堡                 | 2020年10月11日 | 1.59                  |
| 摩根帶著肩膀槍傷在外流亡一個多月，原本即將傷重身亡的他卻在昏倒期間得到「匿名好心人」的急救縫合而活下來，其留下字條督促摩根仍有“應做之事”。然而摩根並沒有堅持下去，仍然淪為心如死灰的落魄之人，半死不活的他甚至被周邊的行屍忽視。一名叛逃的先驅騎兵艾薩克營救摩根，其聲稱受不了維吉妮雅的極端而帶著妻子逃跑，表示自己急需摩根代替他穿過屍群，將手上的醫用資源及時送去給自己有孕在身的妻子瑞秋。由於當時被人獵殺，無處可去的摩根跟隨他到一座幹個的水壩，兩人聯手殺光圍在水壩前的行屍，抵達一座原本處於水下的隱秘村莊見到瑞秋。然而當晚，為維吉妮雅賣命的賞金獵人埃米爾前來取摩根的人頭，摩根目睹艾薩克被擊倒而重新爬起來，奮力擊倒埃米爾後用他的斧頭將其斬首。艾薩克幫摩根取出子彈、制止傷口潰爛作為報答，然而他回程途中曾被行屍咬過，在見到女兒出世不久後便安詳地死去下葬。摩根決定償還恩情，下決心扔掉隨身的木棍，拿起埃米爾的斧頭、牛仔帽、獵狗、以及一把埃米爾從自己斬首的神秘男子手中搶來的鑰匙。摩根將埃米爾屍首放在維吉妮雅軍隊的前進路線上，表示自己接下來會去找他們。然而摩根並不知道，手中的鑰匙其實是要遞送給一夥神秘的「第三方」，其中兩人當時還在一艘擱淺的核潛艇邊等待。                              |             |                                        |                 |                                               |                |                       |
| 71 | 2           | 歡迎入伍 Welcome to the Club           | 蘭尼·詹姆斯     | 娜茲琳·喬杜里                                 | 2020年10月18日 | 1.55                  |
| 史特蘭與艾莉西亞被送至先驅大本營所在的勞頓市當低階工人，史特蘭一日當眾頂撞先驅騎兵馬庫斯，迫使維吉妮雅除了加派人手在外尋找摩根以外，命令史特蘭和艾莉西亞去幫她解決另一個難題。兩人在她的辦公室同時遇到做理髮師的丹尼爾，發現他是一副“失憶”狀態，僅記得自己的名字與已故妻小。史特蘭和艾莉西亞隨後被送至一座製糖工廠，遇到同樣因企圖逃跑而送來做苦力的查莉和珍妮絲，得知工廠倉庫中盤踞著大量身上黏滿糖蜜的行屍而極難處理。身為維吉妮雅妹妹的達科塔偷偷藏在貨車中跟過來，表示自己支持他們的反擊行動，透漏維吉妮雅急切想清空倉庫以獲取某件“武器”。為了獲得足夠軍力，所有人設置完鐵籠後放出行屍進行一對一刺殺，然而數量眾多導致行屍突破障礙、殺死守衛。為了大局著想的史特蘭趁沒人時，將一名屢次驚慌落跑的工人桑傑刺傷後犧牲給行屍，為同伴佔取上風撿起守衛的槍殺光所有行屍。然而倉庫內沒發現任何武器，維吉妮雅抵達後聲稱這場任務是她準備的入伍“考核”，無論是誰帶頭幫她清空倉庫便能加入先驅一份子。因此升官的史特蘭心中對於自己的所為感到矛盾，將艾莉西亞等同伴分別調往不同的地方。丹尼爾正要搭車離開時被森林中傳出的口哨聲吸引，遇見摩根後放下演技，與他握手達成共識。                                                  |             |                                        |                 |                                               |                |                       |
| 72 | 3           | 阿拉斯加 Alaska                        | 科曼·多明戈     | 瑪洛莉·衛斯佛                                 | 2020年10月25日 | 1.50                  |
| 艾西雅在維吉妮雅的命令下陪德懷特組成搭檔，負責偵查先驅領地內所有住宅、尋找可用物資、調查死者死因。兩人均佩戴隨身攝像頭拍下過程留作憑證，而摸索過程中互相把酒歡。艾西雅同時也在私下追蹤曾與自己獨處一晚的“不明直升機組織”女駕駛伊莎貝，偶然靠偷聽通訊頻率得知她即將到位於達拉斯的補給點。得知事情的德懷特用自己的尋妻經歷，提議她趁當天夜裡到補給點赴約藉以告別一切。兩人夜裡溜進直升機即將降落的補給點辦公樓，首先在樓內發現成群老鼠，並碰到一群由諾拉帶領的大量倖存者。艾西雅發現這群倖存者感染腺鼠疫，由於自己要赴約、加上深知維吉妮雅不會伸出援手而準備棄之不管，但德懷特卻剛好染上相同病症，答應會帶諾拉一行人沿路找藥。艾西雅跟德懷特分別後獨自去頂樓，然而陷入遲疑的她選擇發射一枚訊號彈，用對講機將大樓爆發鼠疫的事情告知伊莎貝而讓她及時掉頭。艾西雅雖有遺憾卻無怨無悔，翻看屋頂上的資源時尋獲成盒的環丙沙星，立刻帶回去救治德懷特等所有倖存者。離開前，艾西雅發現傳染病疑似人為造成，並看到不明人士留下的「終結即是開始」塗鴉字眼。這時，德懷特從通訊器中聽到熟悉的聲音，得知對方是剛好經過大樓前看到訊號彈的雪莉，立刻跑到外面小巷跟失散已久的雪莉正式團圓。                                            |             |                                        |                 |                                               |                |                       |
| 73 | 4           | 鑰匙 The Key                           | 朗·安德伍       | 大衛·強森                                     | 2020年11月1日  | 1.28                  |
| 約翰被派到勞頓市擔任放哨員，因為待人友好而在社區中備受愛戴，同時跟置於別的家園的妻子瓊秘密用書信往來。生活穩定的約翰逐漸開始相信先驅的理念，直到跟他一起放哨的年輕騎兵卡麥倫一日早晨被發現死在圍墻邊，當過警察的約翰察覺到案件不單純，在遺體旁撿到一枚耳環後開始私下調查。卡麥倫的葬禮結束後，珍妮絲突然因企圖越墻逃跑而被抓，其背包中搜出另一枚相同耳環。證據確鑿的珍妮絲等待判刑，但約翰得知珍妮絲雖與卡麥倫是秘密戀人，但根本沒有殺人。約翰開始爭分奪秒解救珍妮絲，一度被達科塔私下告知維吉妮雅正在保護什麼人，夜裡挖出卡麥倫遺體並在其手中找到一塊刀柄碎片。然而這一佐證無法證明珍妮絲的清白，絕望的珍妮絲被史特蘭說服而自願背罪判死刑，最後被維吉妮雅殘忍銬在墻外，再用音樂吸引行屍過來將她撕成兩半。失敗的約翰僅能埋葬珍妮絲彌補過失，痛打史特蘭幾拳作為宣洩，哭訴這種不公正義。約翰因辦案堅持不懈而得到升職，瓊隨即也被派到勞頓市而使他們夫妻團圓，但他仍然無法釋懷陰影。另一方面，摩根靠丹尼爾的線報試圖探查葛蕾絲的所在地時，遭遇兩名屬於第三方的男子撞車伏擊。摩根聽到他們要找埃米爾與維吉妮雅，無法勸阻之下將他們全部砍殺，同時得知他們要搶自己手中的鑰匙。                                            |             |                                        |                 |                                               |                |                       |
| 74 | 5           | 破鏡重圓 Honey                         | 麥可·E·薩崔斯密 | 艾許莉·卡迪夫                                 | 2020年11月8日  | 1.24                  |
| 德懷特用任務的一星期時間陪雪莉享受兩人生活，而當德懷特向雪莉提出私奔時，雪莉面色突然凝重起來。緊接著現身一群戴白色面罩的團夥將兩人劫走，德懷特發現雪莉也身為團夥一員，另外包括曾被自己饒過兩次的羅利，得知他們都是被先驅逐出家園、或是遭受通緝的“賤民”，如今組成叛軍準備扳倒維吉妮雅。艾西雅同時被叛軍抓來強制合作，德懷特看在雪莉的份上答應與他們為伍，一行人聯手搶回艾西雅遭先驅扣留的SWAT裝甲車，跳車逃亡的敵軍司機碰巧被尾隨的摩根抓獲，他因此跟德懷特和艾西雅重逢。然而使命達成促使雪莉一方迫不及待地打算前去殺維吉妮雅，摩根和艾西雅則試圖救同伴而打算尋找“恰當時機”進攻，兩隊因此形成對立局面。雪莉擔心德懷特會為了她而變回原先的樣子，只好將他與摩根和艾西雅關起來而自行處事。雪莉靠德懷特將先驅騎兵引來，準備靠裝甲車的機槍埋伏，然而維吉妮雅本人沒有前來，加上德懷特前來阻擾，雪莉一時心軟而任由敵軍撤退。事後，雪莉責怪德懷特害她錯失良機，認為他們夫妻既然無法“一條心”就必須分離。德懷特因此重回同伴身邊，將兩隻行屍換衣服假造自己和艾西雅的死亡，與之前營救的諾拉一行難民會合後，集體遷居至摩根的水壩村莊。以防雪莉會回心轉意，德懷特臨走前沿路為她留下指引。                                        |             |                                        |                 |                                               |                |                       |
| 75 | 6           | 趁火打劫 Bury Her Next to Jasper's Leg | 沙拉特·拉傑     | 亞歴克斯·迪萊爾                               | 2020年11月15日 | 1.27                  |
| 瓊得到允許而陪莎拉將一輛物資貨車改造成移動型診所，專門處理突發緊急狀況，但由於人手和資源均有限，導致瓊無力救治一些嚴重情況。約翰開車途中向瓊講述珍妮絲生前的逃亡計劃，試圖說服他陪自己一走了之。就在瓊對此猶豫不決時，由露西監督的油井突然發生爆炸導致多人受傷，而韋斯在內的一些工人受困內部，瓊、莎拉和約翰立刻到場支援，然而維吉妮雅本人同時到場參與協助。內部跡象表明是人為破壞造成，而始作俑者留下「終結即是開始」的塗鴉。維吉妮雅因相同事件近期在自己領地內接連發生，懷疑是內部人士的反抗手段，因此認定身上帶有繪畫用噴漆的韋斯是兇手。而當時許多受傷工人因錯過黃金搶救時間而屍變展開攻擊，韋斯與一些倖存工人被貨車疏散出去搶救，但儲油罐爆炸導致瓊和維吉妮雅兩人受困小屋。維吉妮雅剛好被行屍咬傷右手，而瓊拒絕為她伸出援手，最後用斧頭抵住維吉妮雅的喉嚨。維吉妮雅哀求自己是為了保護妹妹達科塔而建立未來，即使方式不被大多數人認同。猶豫不決的瓊從對講機中得知韋斯經過搶救而脫離危險期後，選擇手下留情而砍掉維吉妮雅的右手制止感染。由於欠瓊一個大人情，維吉妮雅答應她要建立醫院的請求，以及讓莎拉跟溫德爾兄妹團圓。瓊最後拒絕跟約翰一起走，選擇留下來繼續救治有需要的人。                                  |             |                                        |                 |                                               |                |                       |
| 76 | 7           | 分崩離析 Damage from the Inside        | 塔妮安·麥吉爾南 | 雅各·平尼恩                                   | 2020年11月22日 | 1.09                  |
| 艾莉西亞和查莉共同擔任幾星期的邊境看守，一日收到史特蘭緊急求助，得知達科塔乘車半路上受襲失蹤。艾莉西亞答應跟查莉一起到森林中協尋她，跟隨蹤跡至一座陰森的打獵小屋。艾莉西亞獨自潛入屋內，注意到屋主正在對一名屍變的騎兵安置鹿角，之後因腳步聲過大而遭屋主擒獲打入鎮靜劑昏過去。艾莉西亞醒後迅速為自己鬆綁，然而卻發現達科塔與屋主艾德成為朋友。艾德首先道歉並澄清誤會，表示自己誤以為艾莉西亞是敵人，隨後熱情招待她們倆；但艾莉西亞仍然信不過他，跟潛入屋內的查莉會合並聯合想辦法逃出被鎖死的屋子。艾莉西亞偷用無線電跟維吉妮雅談好條件，用達科塔換取自己和查莉的自由，然而艾德不希望她們離開，不惜用擴音器吸引周圍的行屍包圍屋子。艾莉西亞在與艾德硬拼過程中，造成艾德意外被鹿角刺成重傷。當行屍闖進屋子時，艾德坦白自己曾因一時失誤而造成過妻小身亡、如今將達科塔視作已故女兒，因此犧牲自己為她們爭取逃跑時間。直到摩根趕至屋子殺光行屍，表示是自己襲擊車隊，原本同樣也準備將達科塔劫為人質，但艾莉西亞受艾德的經歷影響而改變初衷，說服摩根暫時接納且保護達科塔。史特蘭清晨趕到後得知一切，拒絕加入摩根的陣營後空手回去匯報，狂怒的維吉妮雅決定以牙還牙，準備用葛蕾絲作為人質威脅摩根。                          |             |                                        |                 |                                               |                |                       |
| 77 | 8           | 門 The Door                            | 麥可·E·薩崔斯密 | 伊恩·高德堡 & 安德魯·查布里斯                 | 2021年4月11日  | 1.17                  |
| 約翰自從與瓊分離後獨自返回自己啟程前住過的河邊小屋，因無法擺脫精神創傷而企圖多次飲彈自盡，但每次都被出現在門口的行屍打斷時機。約翰意識到上游的橋上再度聚集著大量行屍，前去處理時偶然撞見逃亡途中的摩根和達科塔，約翰答應幫他們過橋、但再三拒絕加入摩根的陣營。摩根基於曾被約翰帶出過陰影，決定想方設法讓他改變主意。三人聯手修復約翰已故父親遺留的卡車，過程中受到巡邏騎兵馬庫斯襲擊，迫使約翰對他痛下殺手且埋葬。摩根這時得知維吉妮雅已將葛蕾絲、丹尼爾等同伴集體挾持，深感不妙後決定抓緊時間。三人透過幾扇約翰搜集的木門加固卡車前方，抵擋住橋上的行屍並一個一個殺死，而摩根為了讓約翰改變主意，不惜將維吉妮雅的軍隊引至小屋作為強制手段。正當摩根身在遠處聯繫時，約翰無意間發現達科塔的斷柄小刀跟殺死卡麥倫的兇器一致，追問時卻得知她行兇僅因不想暴露逃跑計劃。一時慌張的達科塔將槍對向約翰，不聽勸阻之下開槍擊中他的胸膛，最後將約翰推入河中。摩根趕回來後憤怒於她的所為，卻同時得知達科塔就是當初為自己續命的“匿名好心人”，無可奈何之餘只能將她繼續留作籌碼。而瓊陪維吉妮雅趕到小屋時發現約翰被衝上岸，卻發現約翰已失血過多死去、屍變起身爬向自己，絕望及悲痛的她僅能拔刀刺死丈夫。                          |             |                                        |                 |                                               |                |                       |
| 78 | 9           | 應做之事 Things Left to Do             | 麥可·E·薩崔斯密 | 尼克·伯納頓                                   | 2021年4月18日  | 1.12                  |
| 維吉妮雅因摩根沒有現身而陷入焦躁，強行帶著剛埋葬完約翰的瓊回到勞頓市，將她與葛蕾絲一行人排成縱隊等待處刑。摩根最終現身在眾人面前，對史特蘭及全體騎兵如實交代維吉妮雅替妹妹達科塔隱瞞殺人罪、讓別人背黑鍋的真相。史特蘭隨即帶領大部分騎兵倒戈，維吉妮雅僅能派左右手希爾挾持葛蕾絲與丹尼爾至別處當做籌碼，但肩膀中槍受傷的她最後被摩根劫走。維吉妮雅深知自己已走投無路，對摩根坦白達科塔實為自己多年前未婚懷孕生下的女兒。雪莉等賤民軍同時前來圍捕她，摩根只能保護她直到換回葛蕾絲和丹尼爾為止。當兩人趕回水壩村莊時，勉強讓維吉妮雅與關禁閉的達科塔進行“母女團聚”，但史特蘭以及雪莉兩方人馬很快趕至水壩前，命令他們交出維吉妮雅進行正法。維吉妮雅答應釋放葛蕾絲和丹尼爾，要求摩根給她一個痛快死法，而原本即將在眾人面前將她斬首的摩根最終及時收手，決定不再繼續當動用私刑的劊子手。在摩根的說服之下，史特蘭和雪莉兩隊人馬最終罷手，但都拒絕加入水壩陣營，摩根得以跟成功釋放的丹尼爾和葛蕾絲等人團聚。所有人正式團聚一堂，瓊幫忙為維吉妮雅取出子彈，摩根也決定將她們母女放生。然而，瓊趁同伴出去時舉起約翰的左輪手槍，將約翰之死歸罪於維吉妮雅而當場槍殺她，最後戴上約翰的牛仔帽離開村落。                          |             |                                        |                 |                                               |                |                       |
| 79 | 10          | 慎重其事 Handle with Care              | 海瑟·卡皮埃洛   | 艾許莉·卡迪夫 & 大衛·強森                     | 2021年4月25日  | 1.10                  |
| 丹尼爾深受摩根信賴而被提拔為村落看護者，站崗的同時還持有軍械庫的備份鑰匙。當時維吉妮雅之死已過去一段時間，不明敵人仍然正在四處留下塗鴉擴張領域，為了應對這股威脅，水壩村落、勞頓市及賤民軍決定攜手共戰，在摩根的號召下來到村落開會討論對策。基於摩根緊急外出為臨盆將近的葛蕾絲尋找醫用器材，丹尼爾留守家園主持會議，但會議時發生爭端使他陷入龐大精神壓力。緊接著發生一起不明爆炸，造成軍械庫被人洗劫一空，加上外圍行屍被爆炸聲吸引過來，整座村落一時陷入困境。為了找出偷槍者，丹尼爾設局暴露身上藏槍的史特蘭，但史特蘭堅持自己並沒有洗劫軍械庫。丹尼爾同時憤怒於多年前被史特蘭槍傷嘴部，正要對他開槍正法時，摩根及時趕回來殺光行屍。危機期間前去避難的葛蕾絲與查莉經過幾小時失蹤後，在遠處森林中平安找到，兩者聲稱是得到丹尼爾的指示，而消失的武器也全部在丹尼爾住處中尋獲。對自己所為毫無記憶的丹尼爾將自己鎖入牢房，向前來幫他診斷精神的瓊訴說自己經歷的一切，最後連瓊都無法得出明確結論。藉由達科塔提供的情報，史特蘭、莎拉和雪莉答應會繼續調查敵人跡象後散會，恐懼自己會失控的丹尼爾原本打算再度自我放逐，直到史特蘭“好心”接納他到勞頓市暫住作為賠罪，丹尼爾於是跟查莉道完別後上路。                          |             |                                        |                 |                                               |                |                       |
| 80 | 11          | 深陷敵營 The Holding                   | K·C·科威爾      | 查寧·鮑威爾                                   | 2021年5月2日   | 1.03                  |
| 韋斯跟隨艾莉西亞、露西和艾西雅到達拉斯執行搜資任務，四人意外摸索至一座位於地下停車場中的地下社區，當地人則身為連續破壞各個家園、宣揚末日哲學的神秘敵人。為了查清對方底細，一行人首先裝作配合對方問話並分頭展開調查，而群體當中包含韋斯失散已久的親哥哥德瑞克。韋斯原本跟哥哥重逢而感到激動不已，然而卻慢慢感覺到德瑞克已深陷當地人的歪理邪說中無法自拔，並深感德瑞克不會輕易脫離這個“邪教”。陷入左右為難的韋斯搜索過程中得知，德瑞克當初襲擊過自己在內的油井等其他地方，甚至發現他對於傷害家人或他人毫無悔意。艾西雅同時發現該群體也在追蹤CRM組織，得到所需情報後集體趁夜裡偷偷離開，然而發現她們意圖的德瑞克直接出賣他們。韋斯因此放棄維護哥哥，陪他進行最後獨處後試圖奪槍，縱使德瑞克被地下社區中作為標誌物的“行屍樹”咬死。韋斯救出即將被抽血淪為遺體保存樣本的同伴，集體穿越後方放置大量封嘴行屍的倉庫而逃回地面。由於敵人緊追在後，艾莉西亞自願留下來獨自拖住敵人，引燃現場所有體內塞滿易燃化學物的行屍，進而讓艾西雅三人成功逃回水壩通報摩根。當時燒毀大半地下社區的艾莉西亞受到領袖泰迪賞識，而泰迪看出艾莉西亞心中的“矛盾”，決定讓她慢慢相信這一切而對她伸出援手。                                         |             |                                        |                 |                                               |                |                       |
| 81 | 12          | 如夢初醒 In Dreams                     | 麥可·E·薩崔斯密 | 安德魯·查布里斯 & 伊恩·高德堡 & 娜茲琳·喬杜里 | 2021年5月9日   | 0.99                  |
| 葛蕾絲在摩根的陪伴下前往他事先準備的獸醫中心生孩子，但兩人路途上受到萊利率領的邪教成員炸車襲擊，受爆炸波及的葛蕾絲隨即陷入重度昏迷。不知過去多久，葛蕾絲醒後發現自己身在16年後的未來，隨後撞見年老的摩根以及長大的女兒雅典娜，得知自己多年前因生孩子時難產而死，並發現整座家園以及其他同伴因雅典娜的誕生而摒棄前嫌、蓬勃發展。逐漸沉浸在這片理想世界的葛蕾絲，後來突然被周邊發生的奇怪現象困惑，最後發現自己身在夢境之中；而現實中的摩根仍然在帶著昏迷中的自己躲避邪教追殺，最後藏身至獸醫中心旁的馬棚中跟萊利一夥硬拼。現實發生的危機導致葛蕾絲在夢境中同樣遭到追殺，但她在此期間跟女兒雅典娜相認並度完母女時光後至別，決心返回現實且將她生下來，在摩根的呼喚下及時恢復清醒。摩根聽完葛蕾絲在夢境中的經歷後感到欣慰，然而兩人剛準備迎接新生命，賊心不死的萊利開車衝進來，以葛蕾絲的性命要挾摩根交出關鍵的鑰匙。葛蕾絲以自己在夢境裡的所見而奮力說服摩根交出鑰匙，認為自己的女兒能促成更美好的未來，讓萊利得到鑰匙後撤退。葛蕾絲隨後克服巨大痛苦產下雅典娜，但生下來的孩子卻一直無動靜，而葛蕾絲和摩根最後絕望地發現是死產，源於吸收生母身上帶有的致命輻射，痛苦的結局使兩人傷心欲絕。                            |             |                                        |                 |                                               |                |                       |
| 82 | 13          | 殊途同歸 J.D.                          | 艾莎·泰勒       | 尼克·伯納頓 & 雅各·平尼恩                     | 2021年5月16日  | 1.09                  |
| 瓊得知葛蕾絲生孩子卻是死產的噩耗後，趕到村口希望能做出補償，但打擊沉重的摩根以沒有及時在場幫忙為由而將她支出門外。瓊因此陷入更深的自責之中，四處追蹤邪教蹤跡時巧遇一名獨居房車的老警察，其識出瓊所持有的約翰之左輪手槍時，瓊才得知他身為約翰已疏離四十年的同名親生父親。瓊發現其房車中貼滿大量關於邪教首領泰迪·瑪多斯的種種罪案及調查報告，從而得知曾為禮儀師的泰迪自70年代起就主導該州發生的一系列謀殺、失蹤等重大罪案；本已入獄卻因災情發生得以逍遙法外、另起爐灶。瓊答應陪老約翰合作調查，但堅持先回去約翰的河邊小屋找維吉妮雅的左右手希爾問情報，老約翰一路上聆聽瓊講述約翰的經歷，受自責的驅使下獨自回去小屋跟希爾發生衝突。老約翰看到已故兒子的墓而分心中槍，直到瓊以及一路跟來的德懷特和雪莉殺死希爾後將他搶救回來。一天的經歷讓瓊漸漸走出陰影，四人在約翰的墓前念出其生前最後留下的告別信，得知約翰在信中以自身經歷諒解父親的離家，這也讓老約翰最終原諒自己。而雪莉同時受到老約翰半生的流浪經歷影響，決定結束夫妻矛盾而重回丈夫懷抱中。四人隨後回到水壩村落並讓摩根會見老約翰，摩根為之前的言行道歉後，答應讓瓊幫助痛不欲生的葛蕾絲，同時跟自願協助的老約翰交流關於泰迪的一切情報。                       |             |                                        |                 |                                               |                |                       |
| 83 | 14          | 母親 Mother                            | 珍妮絲·庫克     | 查寧·鮑威爾 & 亞歴克斯·迪萊爾                 | 2021年5月23日  | 0.94                  |
| 艾莉西亞被泰迪軟禁在一所學校遭受各種控制，但無論如何就是不向他們屈服。為了讓艾莉西亞改變心意，泰迪決定帶她外出一整天見新世面，隨行的包括獨身冒險潛入邪教的達科塔。三名均有過喪母經歷的人行車至已淪陷的棒球場附近，艾莉西亞認為泰迪試圖用“往事”來讓自己屈服，但泰迪先是到郊區墓園挖出自己母親的遺體，繼續上路時卻遭遇路釘而爆胎，同時引來周邊行屍。伏擊她們的土匪團是由艾莉西亞原先在棒球場倖存的同伴科爾帶領，其身邊包括道格拉斯和薇薇安。對此難以置信的艾莉西亞得知他們倖免於難後，為求生存而開始不擇手段，如今打算侵佔泰迪的地下家園。目睹曾經的同伴恩將仇報，艾莉西亞的信念頓時開始崩塌，而泰迪面對科爾的威脅完全不為所動，表示搬出的遺體並非自己母親、只是自己為了證明觀點而故弄玄虛。忍無可忍的艾莉西亞奪槍殺死科爾，引來行屍吃掉其他土匪，但還是強忍住內心的傷痛而搶來對講機通報史特蘭，關於泰迪即將利用擱淺的核潛艇對內陸發動核打擊的真正意圖。達科塔被輕易說服而倒戈投靠泰迪，孤立無援的艾莉西亞被抓至一座位於度假村地下、原為美國政府準備的防核避難所。泰迪以自己入監三十年、學到新價值的經歷，將艾莉西亞鎖入聚集一部分邪教份子的地堡中，意圖在核打擊結束後讓她接任引領新世界的使命。                    |             |                                        |                 |                                               |                |                       |
| 84 | 15          | 破釜沉舟 USS Pennsylvania              | 海瑟·卡皮埃洛   | 娜茲琳·喬杜里 & 尼克·伯納頓                   | 2021年6月6日   | 0.87                  |
| 史特蘭收到艾莉西亞的訊息後召集摩根一行人，集體趕至在加爾維斯敦海灘上擱淺的賓夕法尼亞號潛艇，而泰迪、萊利和達科塔已趕到主控室準備好發射導彈。一行人全副武裝後進入黑暗狹窄的潛艇內部，摩根靠葛蕾絲提供的蓋革計數器以測量內部輻射指數，而身在遠處海軍基地帶領所有村民躲避的露西一行人，用基地內尋獲的潛艇草圖指引摩根一行人前進，同時告知內部共有150名船員。當時摩根每走一段路都會受到屍變的潛艇船員侵襲，但仍然決定打前鋒以完成保護他人的使命，唯獨史特蘭堅持要跟隨他前進。當兩人無法穿越佈滿高度輻射的導彈井時，被迫繞到上層的船員床鋪區，然而卻被大量行屍團團包圍。史特蘭認為若想阻止導彈發射則必須犧牲一人，於是將摩根推出去擋行屍後，拾起折斷的斧頭衝至主控室前。然而達科塔拿槍阻攔史特蘭前進，聲言只有泰迪願意接納真正的她，並用對講機公開史特蘭將摩根當替死鬼的所為。然而突破重圍的摩根趕來擊昏達科塔，靠沿路收集的門禁卡打開主控室門，但衝進去卻仍晚一步，泰迪和萊利成功發射一枚導彈升空，內部裝載十顆彈頭即將侵襲德州十個不同的地區。眼看已無能為力，摩根意識到他們目前唯一能做的則是短時間內盡可能將同伴送至安全地帶，絕望之餘將泰迪和萊利放走，同時譴責於史特蘭後將他趕走，獨自一人留在主控室中陷入沉思。 |             |                                        |                 |                                               |                |                       |
| 85 | 16          | 另起爐灶 The Beginning                 | 麥可·E·薩崔斯密 | 伊恩·高德堡 & 安德魯·查布里斯                 | 2021年6月13日  | 1.05                  |
| 泰迪成功達到目的，無力阻止的摩根通知各奔東西的一行人，督促他們盡可能地把握剩餘的時間。丹尼爾、莎拉、露西、查莉、韋斯與羅利抓獲萊利後趕往艾莉西亞所在的地堡，而當裝甲車拋錨時，丹尼爾偶然聽見羅利有著跟萊利相似的說詞後，當場槍殺實跟邪教勾結的羅利。身在遠方的艾西雅用通訊器讓一行人來到指定座標，集體搭上由艾西雅叫來的CRM直升機成功撤離，萊利則傷重淪為行屍遊蕩。德懷特和雪莉剛準備在一間小屋共度最後時光，碰巧結識一家三口而幫他們奪回被邪教成員霸佔的地窖而得以藏身。無處可去的史特蘭逃入一座辦公樓，邂逅一名前歷史教授霍華，準備跟他共度最後時光。老約翰和瓊找到在平原上觀看核彈落下的泰迪和達科塔，揭示泰迪在此事先準備好的一間地下防空洞，達科塔由此發現自己再度被哄騙，一氣之下槍殺泰迪。隨著老約翰和瓊躲入防空洞，達科塔自願葬身在核爆衝擊之中。潛艇內的摩根和葛蕾絲互相表白後剛準備一同自盡，但聽見潛艇外傳來嬰兒的哭聲，出去後發現是屍變的瑞秋被獵狗魯佛斯一路牽過來，其在逃亡路上受重傷而剖腹自盡。核彈落地之際，摩根和葛蕾絲帶著瑞秋的孩子藏身至油罐車底部而倖免於難。史特蘭和霍華同樣奇跡倖存，史特蘭將自己的倖存視為福氣，向霍華展露自己的真面目後準備“另起爐灶”。                                 |             |                                        |                 |                                               |                |                       |

## 發展
2019年7月19日，AMC續訂《驚嚇陰屍路》第六季，安德魯·查布里斯和伊恩·高德堡繼第四、五季後三度擔任節目統籌。

### 選角
2019年12月，除了大部分主要演員回歸劇組以外，劇組宣佈柔伊·科萊蒂（Zoe Colletti）加盟第六季作為主要演員飾演達科塔（Dakota），同時宣佈前季的兩名常設演員茉·科林斯和科比·霍曼（Colby Hollman）在本季升為主要演員。在2020年1月，劇組宣佈來自《陰屍路》的克莉絲汀·伊凡吉莉絲塔加盟劇組再次飾演原劇角色雪莉（Sherry）；她因此成為繼角色摩根和德懷特之後的第三位連動角色。

### 拍攝與編寫
第六季製作與拍攝工作在2019年11月時在德克薩斯州開拍，直到2020年3月時因2019冠状病毒病疫情影響而被迫暫停。當時第六季已快完成前半季的後期製作工作，而查布里斯同時透漏第六季的劇本均已完成。而製作工作在2020年8月底時得以繼續。
節目統籌之一的伊恩·高德堡宣佈第六季敘事風格將會採用“獨立單元劇”的形式，各集將會分別焦距於各個角色身上，類似於第四季第五集《蘿拉》（Laura）；高德堡同時透漏本季風格將會比前兩季更為“黑暗”。
除此之外，劇集主演蘭尼·詹姆斯在第六季中首度擔任導演工作，得到過曾擔任兩集導演的主演科曼·多明戈的指點下完成；而多明戈本人同時執導第六季第三集。

## 外部連結
- 官方网站
- 互联网电影数据库（IMDb）上《驚嚇陰屍路》的资料（英文）